# 사상충증
사상충증(Filariasis)은 선형동물인 사상충에 의해 감염된 기생충병이다. 먹파리나 모기같은 피를 먹는 곤충에 의해 전염된다. 이러한 기생충들은 남아시아, 아프리카, 남태평양, 남아메리카등의 아열대에서 생식한다.

## 같이 보기
- 회충증